# Детлић (песма)
Детлић је дечија песма која се налази у збирци дечије књижевности Детињство, познате српске песникиње Десанке Максимовић.

## Анализа песме
Ова песма написана је из перспективе детлића. Започиње стихом Тук-тук-тук, што је ономатопеја и приказује звук удараца кљуна детлића од дрво. Детлић се представља као шарена птица која по цео дан ради. Скровиште детлића јешума, а стан му је је буква. Детлић познаје све стазе у шуми, чак и оне којима се крећу мрави и разне бубе.Такође детлић зна где живи црв, а где живи оса оса.

## О песникињи
Десанка Максимовић је једна од најпознатијих српских песникиња, приповедач, романсијер, писац за децу, академик Српске академије наука и уметности, повремено преводилац, најчешће поезије с руског, словеначког, бугарског и француског језика.
Писала је песме о детињству, љубави, завичају, природи, животу, пролазности, па и смрти.
Поред песмама за младе и одрасле, Десанка Максимови значајна је песникиња за децу. Као и остале песме, и дечије песме садрже велики број песничким слика, а такође су богате стилским фигурама и свака носи лепу поуку. У Десанкиној поезији сва деца једнако уживају у поезији ове песникиње као и одрасли, читајући о темема које су им примереније и које могу да разумију. Управо такве песме налазе се у њеној збирци дечје књижевности „Детињство“.